# Manacus candei
El saltarín cuelliblanco (en México, Nicaragua y Costa Rica) (Manacus candei), también denominado manaquín cuello blanco (en México) o matraquero de cuello blanco, es una especie de ave paseriforme de la familia Pipridae perteneciente al género Manacus. Es nativo de México y América Central.

## Distribución y hábitat
Se distribuye desde el sureste de México (norte de Oaxaca), por el lado caribeño de Guatemala, Belice, Honduras, Costa Rica, hasta el extremo oeste de Panamá (noroeste de Bocas del Toro).
Esta especie es considerada bastante común en sus hábitats naturales; los bordes de selvas húmedas, crecimientos secundarios y enmarañados, localmente también en plantaciones de cacao y otras; desde el nivel del mar hasta los 700 m de altitud.

## Sistemática

### Descripción original
La especie M. candei fue descrita por primera vez por el ornitólogo francés Émile Parzudaki en 1841 bajo el nombre científico Pipra candei; la localidad tipo es «Trujillo, Honduras».

### Etimología
El nombre genérico masculino «Manacus» es una latinización del nombre holandés «manekken, manakin» que significa ‘pequeña cosa bonita’, y el nombre utilizado en Surinam para designar las aves de esta familia; y el nombre de la especie «candei», conmemora al explorador francés, gobernador de Martinica, Antoine Marie Ferdinand Maussion de Candé (1801–1867).

### Taxonomía
Las cuatro especies de este género ya fueron tratadas como conespecíficas como Manacus manacus, pero las significativas diferencias morfológicas y las evidencias genéticas justifican la separación. La presente especie hibrida con Manacus vitellinus en el noroeste de Panamá, y la forma resultante ya fue descrita como la especie Manacus cerritus J.L. Peters, 1927. Es monotípica.